# Kapverden-Sturmvogel
Der Kapverden-Sturmvogel (Pterodroma feae) ist eine Vogelart aus der Ordnung der Röhrennasen (Procellariiformes). Das Wissen über diesen Meeresvogel ist recht gering.

## Kennzeichen
Den Kapverden-Sturmvogel besitzt fast ganz dunkle Unterflügeldecken, eine (braun-)graue Oberseite mit dunklem W-Muster, eine
einfarbig hellgrauen Oberschwanz, sowie grauverwaschene Brustseiten. Der Vogel erreicht eine Länge von 33 bis 36 cm, sowie eine Flügelspannweite von 86 bis 94 cm.
Die Lautäußerungen dieser Röhrennase lassen sich nur nachts in den Kolonien vernehmen: Klagende Laute, die manchmal mit einem fast hicksenden Ton beendet werden.

### Probleme bei der Bestimmung und Verwechslungsmöglichkeiten
Beim Entdecken dieser Art dürfen Störfaktoren nicht unterschätzt werden: Das W-Muster ist häufig durch zu große Entfernung oder ungünstige Beleuchtungsverhältnisse nicht zu erkennen.
Zudem gibt es einige Arten mit denen der Kapverden-Sturmvogel verwechselt werden kann, wenn die Beobachtungszeit nur relativ kurz ist, oder eine genaue Artenkenntnis fehlt: Der Vogel erinnert bei ungenauem Hinsehen an einen kleinen Gelbschnabel-Sturmtaucher (Calonectris diomedea), welcher aber eine rein weiße Unterseite hat.
Praktisch nicht zu unterscheiden ist er jedoch vom Madeira-Sturmvogel (Pterodroma madeira), dessen Schnabel etwas kleiner wirkt. Zudem soll der Kopf der Schwesterart etwas heller wirken, was jedoch bei der Beobachtung kaum auffällt.

## Verbreitung

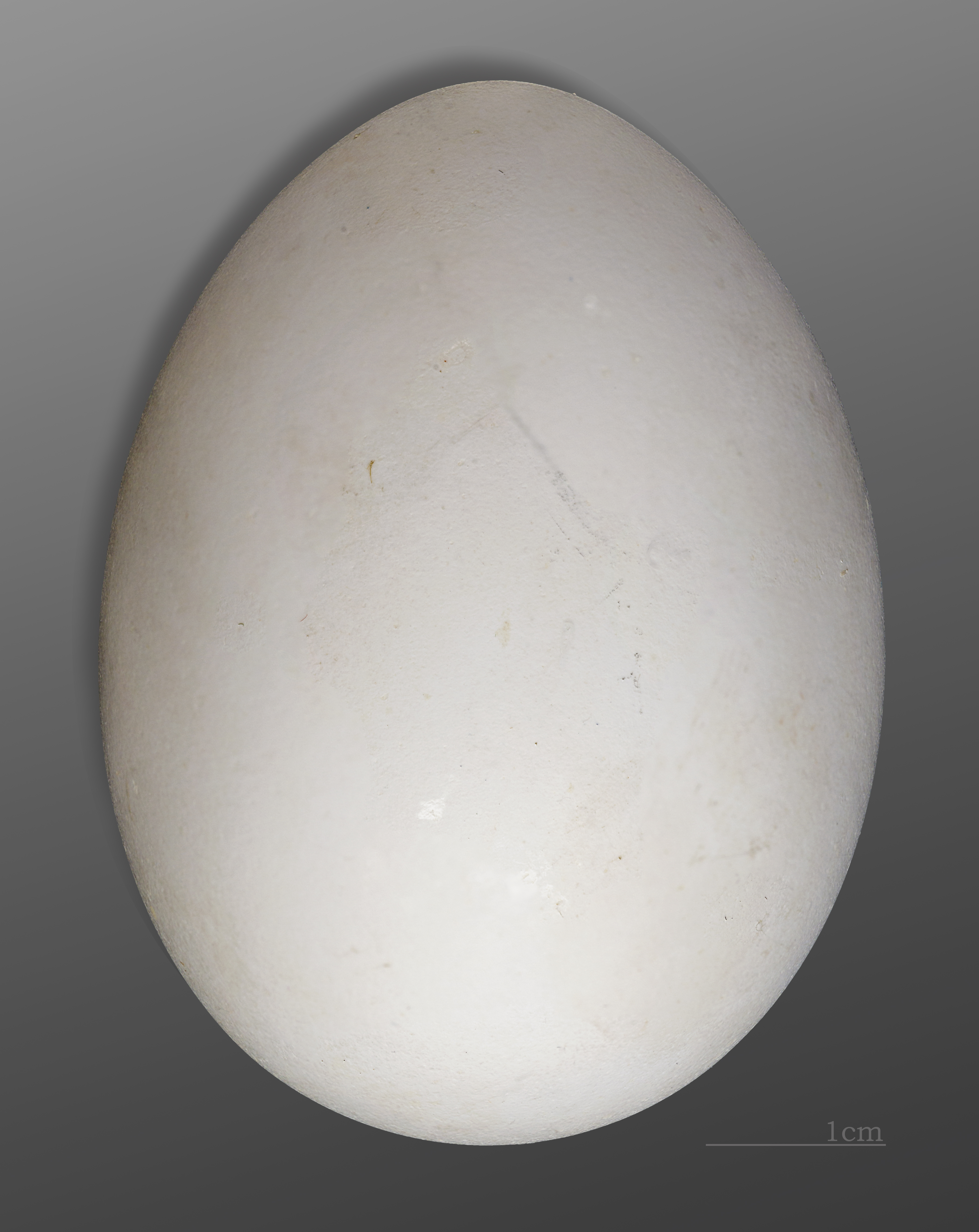
Das Ei.

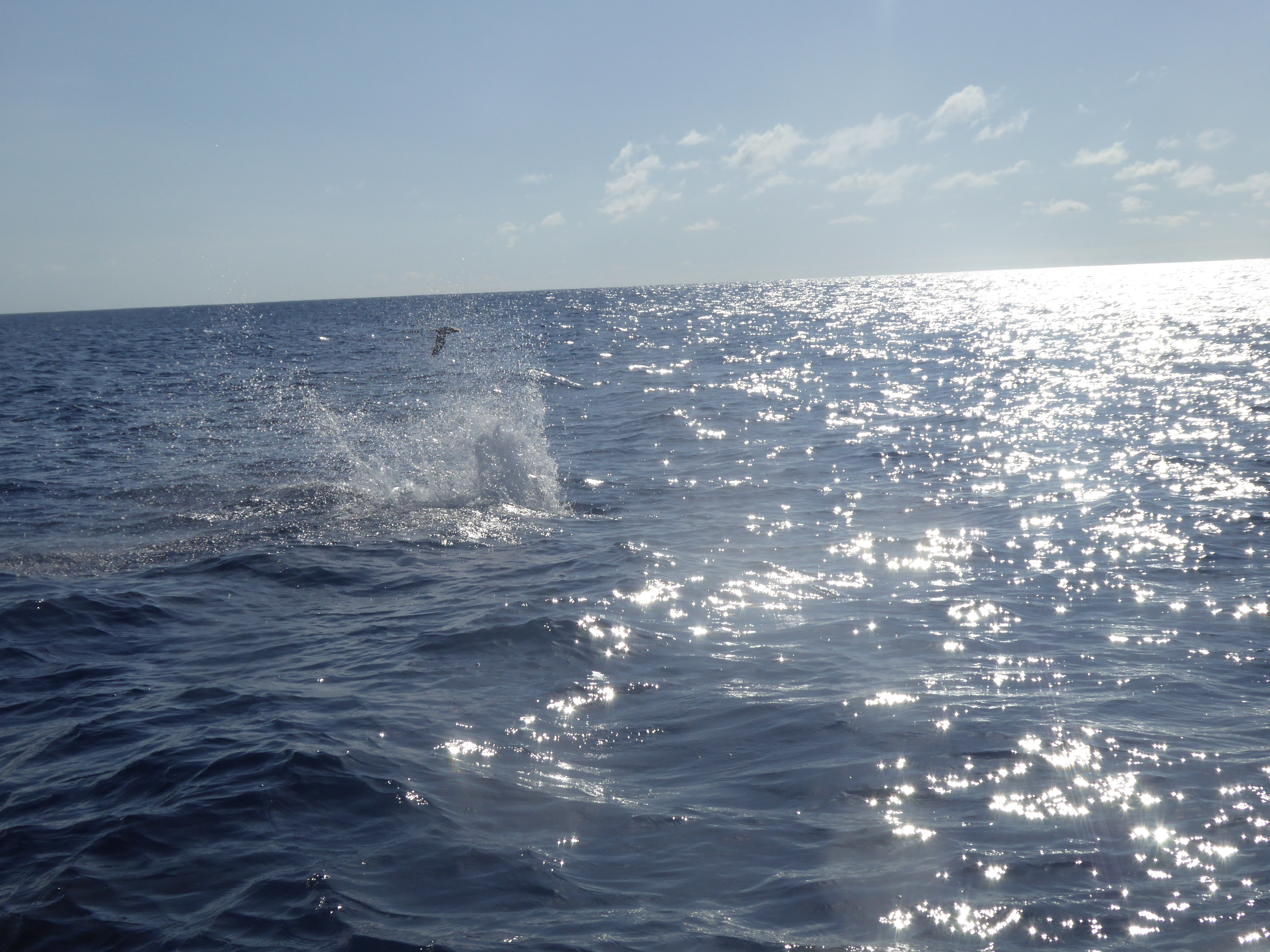
Ein Kapverdensturmvogel (Bildmitte) und der Blas eines Rauzahndelfins vor Madeira. Auch hier handelt es sich vermutlich um ein Exemplar der auf Bugio brütenden Unterart.

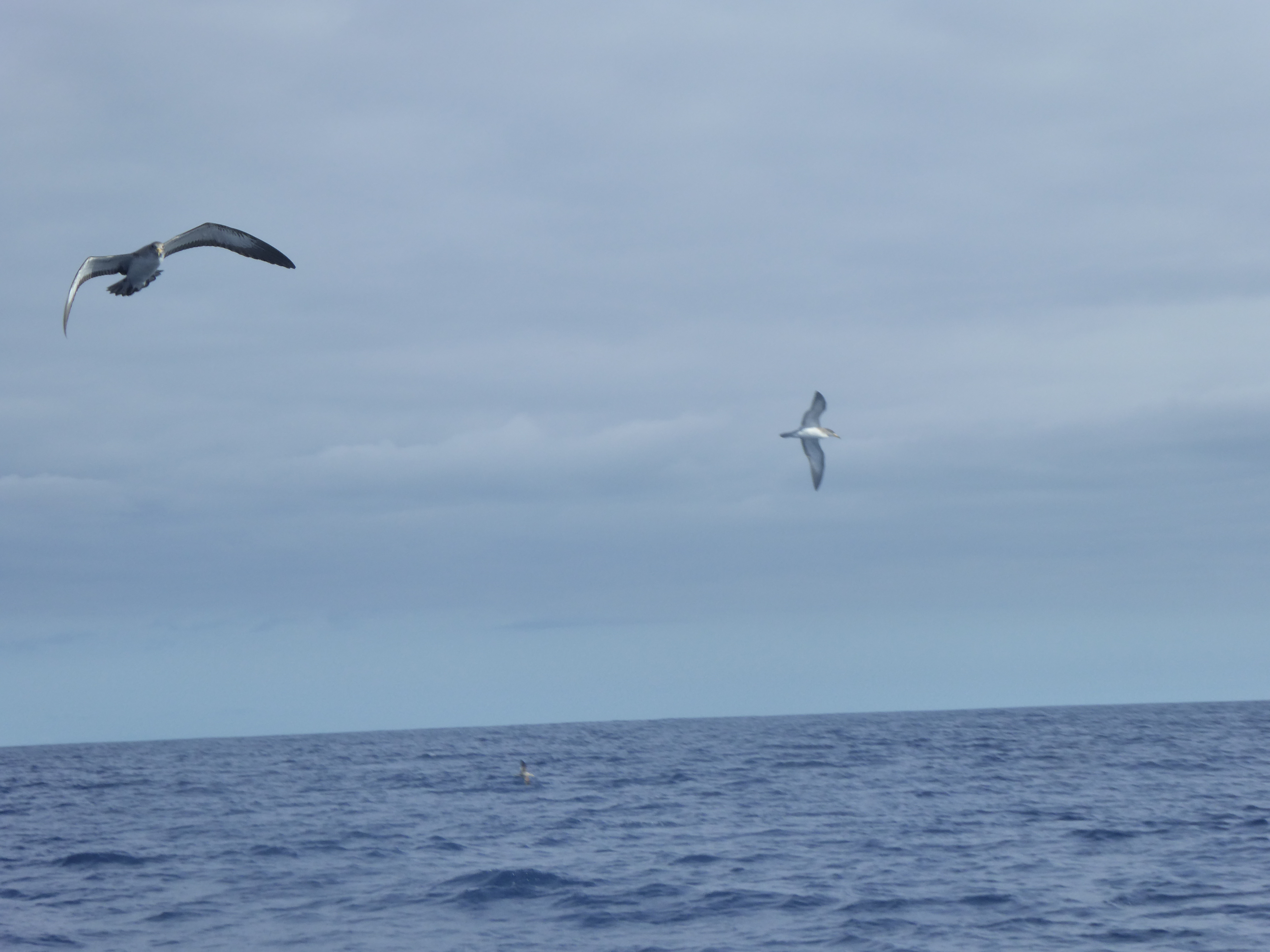
Drei Kapverdensturmvögel vor Madeira. Wahrscheinlich gehören sie zu der auf Bugio brütenden Unterart.

Der Kapverden-Sturmvogel brütet, wie der Name sagt, auf den Kapverden, aber auch auf Bugio in der Inselgruppe der Desertas.
Die auf Bugio brütenden Kapverdensturmvögel werden manchmal als endemische Art Pterodroma deserta abgetrennt. Die Sippe ist laut IUCN Red List gefährdet.
Die Brutkolonien des Kapverdensturmvogels sind klein. Gebrütet wird meist im Spätsommer/Herbst.

## Auftreten in Europa
Der Kapverden-Sturmvogel ist ein Irrgast in Europa, der gelegentlich im Westen des Kontinents auftaucht.